# Luke Brattan
Nathan Luke Brattan (Kingston upon Hull, 8 marzo 1990) è un calciatore australiano con cittadinanza inglese, centrocampista del Macarthur.

## Biografia
Luke Brattan nasce ad Hull  in Inghilterra, ma all'età di sei mesi la sua famiglia si trasferisce in Australia dove il padre, anch'egli calciatore, giocò prima con l'Hull City in Inghilterra, e poi in Australia all'Heidelberg United nella NSL.

## Carriera

### Club

#### Brisbane Roar
Luke Brattan esordisce in A-League durante una partita in casa del Perth Glory nel dicembre 2009. Visto come uno dei migliori calciatori nel club, nonostante abbia giocato con poca regolarità nei primi anni a causa di un infortunio serio.
Il 22 marzo 2014 segna la rete decisiva contro il Melbourne Victory che permette alla squadra di conquistare il 2º titolo di campioni nella stagione regolare.
Nel 2015-2016 conclude la sua esperienza al Brisbane Roar.

#### Manchester City e prestiti al Bolton Wanderers e al Melbourne City
Dopo averlo seguito per vario tempo, il 26 ottobre 2015 il Manchester City si assicura il giocatore facendogli firmare un contratto di quattro anni.
Il giorno stesso della firma con i Citizens, viene spedito in prestito al Bolton Wanderers  squadra militante in Championship fino al 3 gennaio 2016. Come spesso accade, il giocatore venne subito messo ai margini della squadra e dopo due sole settimane viene richiamato alla casa madre.
Nel giugno 2016 firma per un anno di prestito con la squadra australiana.

#### Sydney FC
Il 22 luglio 2019 viene acquistato dal Sydney FC.

#### Macarthur
Il 4 giugno 2024 si accasa al Macarthur.

### Nazionale
Dopo avere disputato otto partite con la nazionale australiana under-20 tra il 2008 e il 2009, nell'agosto 2015 viene convocato per la prima volta in nazionale maggiore per sostituire l'infortunato Mile Jedinak.
L'esordio arriva il 15 ottobre 2024 nel pareggio esterno contro il Giappone (1-1); al contempo diviene, a 34 anni e 221 giorni, l'esordiente più anziano nella storia dell'Australia dal 1963.

## Palmarès
- Campionato australiano: 3

Brisbane Roar: 2010-2011, 2011-2012, 2013-2014
- Australia Cup: 2

Melbourne City: 2016
Sydney FC: 2023